# Il martello di Thor
Il martello di Thor è il secondo libro della trilogia Magnus Chase e gli Dei di Asgard di Rick Riordan. Il libro è stato pubblicato negli Stati Uniti il 4 ottobre 2016 e in Italia il 29 novembre dello stesso anno.
La serie è ambientata nello stesso universo delle saghe Percy Jackson e gli dei dell'Olimpo, Eroi dell'Olimpo, Le sfide di Apollo e The Kane Chronicles dello stesso autore.

## Trama
Passate sei settimane da La spada del guerriero Magnus Chase incontra Samirah Al Abbas  e Otis, una delle due capre del dio Thor, che informano gli eroi che il martello di Thor è ancora mancante. Gli jötnar cominciano a sospettare che Thor non abbia la sua arma per difendere Midgard e pianificano di invadere. Magnus torna all'Hotel Valhalla per riposarsi e prepararsi, dove incontra Alex Fierro, la nuova recluta einherji di Sam e un figlio transgender/genderfluid di Loki. Mentre si trova nel Valhalla, Magnus ha visioni oniriche di Loki che manipola suo zio Randolph. Loki racconta anche a Magnus del matrimonio tra Samirah e il gigante Thrym tra cinque giorni e dice che Magnus dovrà portare il prezzo della sposa. Magnus, Sam e i loro amici Blitzen e Hearthstone si recano al tumulo di Provincetown ma scoprono la spada Skofnung invece del martello di Thor. Nel tumulo il gruppo viene assalito dai draugr, da Randolph zio di Magnus e Loki. Loki appare e dice al quartetto che la spada e la pietra per affilare abbinata saranno il prezzo della sposa di Sam. Sono riluttanti ad aiutare Loki, che fa sì che Randolph ferisca Blitzen con la spada.
Poiché le ferite causate dalla spada possono essere curate solo dalla sua pietra per affilare, i quattro sono costretti a cercare la pietra. Hearth, Magnus e un Blitz pietrificato si recano ad Alfheim. Lì, Magnus scopre che la pietra è in possesso del padre di Hearth, Alderman. Alderman insiste che Hearth ripaghi un guidrigildo che gli deve perché Alderman si risente di Hearth per non essere stato in grado di impedire la morte di suo fratello minore Andiron per mano di un Brunnmigi prima che possa prendere la pietra. Magnus e Hearthstone rintracciano un nano di nome Andvari e lo costringono a dare loro il suo tesoro, che usano per ripagare il debito di Hearth. Con la pietra curano Blitzen. Dopo essere fuggiti da Alderman, che è stato fatto impazzire dall'anello maledetto di Andvari, il trio torna a Midgard. Con Alex e Sam, Magnus visita il dio Heimdall per localizzare Utgard-Loki. Riunendosi a Blitz e Hearth, il gruppo di ricerca di Magnus si reca quindi a Utgard-Loki. Dopo aver completato alcuni compiti per dimostrare il loro valore, il re gigante dice loro che Thrym ha il martello di Thor da dare alla sposa come parte del tradizionale rituale nuziale nordico e li aiuta a rintracciare Thrym. Utgard-Loki rivela anche che, secondo i rituali norreni, il padre della sposa (cioè Loki) riceverà la spada Skofnung che potrà liberare Loki dalla sua caverna. Per recuperare il martello e fermare l'invasione di Midgard da parte dei giganti, il gruppo di ricerca deve portare a termine il matrimonio e consegnare la spada Skofnung a Loki.
La dea Sif arriva e trasporta i mortali ad Asgard. Spiegano la situazione a Thor, che accetta di aiutarli a ingannare Thrym e recuperare il martello. Dato che Sam è già fidanzata, Alex si offre volontari* per fungere da sposa perché è una figlia di Loki. Il gruppo si reca alla grotta dove è legato Loki. Sebbene trovino il martello, Loki costringe Randolph a usare la spada Skofnung per tagliare i suoi legami. I compagni di Magnus e un gruppo di dei arrivano e sconfiggono i giganti, ma Loki scappa e Randolph viene ucciso dagli spiriti della spada. I mortali e gli einherjar tornano all'Hotel Valhalla e Helgi gli dice che la loro prossima missione sarà trovare e tentare di riconquistare Loki, che è andato a trovare la barca Naglfar. Magnus contatta sua cugina Annabeth per chiedere aiuto al suo fidanzato Percy Jackson, figlio di Poseidone.

## Personaggi
- Magnus Chase: protagonista della saga è un semidio figlio del dio Freyr, tenterà di rallentare la venuta del Ragnarok. Fa parte degli einherjar. Sembra nutrire particolari sentimenti verso Alex.
- Samirah "Sam" Al Abbas: semidea figlia di Loki e valchiria di Magnus e Alex. È musulmana e promessa sposa di un amico di Magnus. Vive dai nonni perché sua madre Ayesha è morta e al termine del libro decide che lascerà le valchirie quando compirà diciott'anni.
- Blitzen "Blitz": nano figlio di Freyja, amico di Magnus e suo compagno nella missione. Titolare di un negozio di moda. Il padre è stato ucciso mentre controllava Fenris.
- Hearthstone "Hearth": elfo sordomuto amico di Magnus e suo compagno nella missione. È un esperto di magia runica.
- Jack: spada senziente di Magnus un tempo appartenuta a Freyr. Il suo vero nome è Sumarbrander. Si può tramutare in un ciondolo con la runa di Freyr.
- Alex Fierro: gender fluid figlio/a di Loki, viene portata da Sam nel Valhalla. Assiste il gruppo nella seconda parte della missione.
- Annabeth Chase: Semidea figlia di Atena, cugina di Magnus. è una dei personaggi principali nelle saghe "Percy Jackson e gli dei dell'Olimpo" e "Eroi dell'Olimpo".
- Thomas Jefferson Jr: figlio di Tyr e soldato nella guerra civile americana. Amico di Magnus, lo aiuterà nella battaglia al matrimonio. Durante le battaglie nel Valhalla adora conquistare le colline. Fa parte degli einherjar.
- Mallory Keen: Amica di Magnus, lo aiuterà nella battaglia al matrimonio. Fidanzata di Halfborn. Fa parte degli einherjar.
- Halfborn Gunderson: Berserker norreno morto in battaglia. Amico di Magnus, lo aiuterà nella battaglia al matrimonio. Fidanzato di Mallory.
- Natalie Chase: è la madre di Magnus. È morta due anni prima degli eventi del libro per salvare il figlio.
- Alderman: crudele e ricchissimo elfo padre di Heart. Pretende un risarcimento dal Heart per la morte del fratello di quest'ultimo, Andiron.
- Ilnge: huldra al servizio della famiglia di Heartstone. Innamorata di quest'ultimo, gli spiega dove trovare Andvari.
- Andvari: nano a cui Hearth e Magnus rubano il tesoro per risarcire Alderman.

### Dei e giganti
- Heimdall: dio guardiano del Bifrǫst, aiuta Magnus e gli altri nella loro impresa.
- Utgard-Loki: re dei giganti di montagna e ambiguo alleato di Magnus
- Sif: dea della terra, aiuta Magnus e compagni ad infiltrarsi al matrimonio.
- Vidarr: silenzioso dio della vendetta.
- Thor: dio del tuono, chiede a Magnus di recuperare la sua arma scomparsa.

### Antagonisti
- Loki: dio del caos, dell'inganno, della magia e della menzogna, vuole accelerare il Ragnarok. Padre di Sam e madre di Alex.
- Randolph Chase: ex professore di Harvard e zio di Magnus, lavora per Loki nella speranza di riavere indietro la moglie e le figlie.
- Thrym: re dei giganti di terra. Vuole sposare Sam per allearsi con Loki. Viene ucciso da Vidarr.
- Thrynga: sorella di Thrym, vuole rubargli il trono. Viene uccisa da Thor.